# Wo die grünen Ameisen träumen
Wo die grünen Ameisen träumen is een Duits-Australische dramafilm uit 1984 onder regie van Werner Herzog.

## Verhaal
Aborigines verzetten zich tegen de komst van een Amerikaanse mijnbouwfirma, omdat ze de slaap van de weefmieren verstoren. De mijnbouwingenieur Lance Hackett moet bemiddelen in het conflict. Hij maakt kennis met de leefwereld van de aborigines en begint daardoor te twijfelen aan de zegeningen van de westerse technologie.

## Rolverdeling
| Acteur               | Personage                   |
| -------------------- | --------------------------- |
| Bruce Spence         | Lance Hackett               |
| Wandjuk Marika       | Miliritbi                   |
| Roy Marika           | Dayipu                      |
| Ray Barrett          | Cole                        |
| Norman Kaye          | Baldwin Ferguson            |
| Ralph Cotterill      | Fletcher                    |
| Nick Lathouris       | Arnold                      |
| Basil Clarke         | Rechter Blackburn           |
| Ray Marshall         | Advocaat-generaal Coulthard |
| Dhungala I. Makika   |                             |
| Gary Williams        | Watson                      |
| Tony Llewellyn-Jones | Fitzsimmons                 |
| Robert Brissenden    |                             |
| Michael Edols        | Jonge advocaat              |
| Bob Ellis            | Warenhuisdirecteur          |